# What You're Doing
What You're Doing (Lennon/McCartney) är en låt av The Beatles från 1964.

## Låten och inspelningen
Denna ganska enkla låt (där gruppen ackompanjeras av George Martin på piano) var troligen inspirerad av Paul McCartneys stundtals stormiga förhållande med Jane Asher och det gav även gruppen problem. På grund av grinighet kring arrangemangen misslyckades man under två dagar (29 – 30 september 1964) med att spela in låten innan man återupptog och avslutade den 26 oktober 1964. Den kom med på LP:n Beatles for Sale som utgavs i England 4 december 1964 och i USA på ”Beatles VI”, som utgavs 14 juni 1965.